# And I
"And I" é um single lançado em agosto de 2005 nos Estados Unidos, pela cantora norte-americana Ciara, que também compôs o single. Foi produzido por Adonis Shropshire para o álbum de estréia de Ciara, Goodies, de 2004.

## Desempenho nas paradas
| Top (2005)                                 | Melhor posição |
| ------------------------------------------ | -------------- |
| Billboard Hot 100                          | 96             |
| Billboard Hot R&B/Hip Hop Singles & Tracks | 27             |